# اران زهاوی
اران زهاوی (عبری: ערן זהבי‎؛ زادهٔ ۲۵ ژوئیهٔ ۱۹۸۷) بازیکن فوتبال اهل اسرائیل است.
از باشگاه‌هایی که در آن بازی کرده‌است می‌توان به باشگاه فوتبال مکابی تل‌آویو، باشگاه فوتبال پالرمو، و باشگاه فوتبال هاپوئل تل‌آویو اشاره کرد.

وی همچنین در تیم‌های ملی فوتبال زیر ۲۱ سال اسرائیل و تیم ملی فوتبال اسرائیل بازی کرده‌است. 
1. ↑  "Eran Zahavi – Israel – UEFA Nations League". UEFA.com (به انگلیسی). Archived from the original on 21 June 2021. Retrieved 8 November 2020.

- مشارکت‌کنندگان ویکی‌پدیا. «Eran Zahavi». در دانشنامهٔ ویکی‌پدیای انگلیسی، بازبینی‌شده در ۱۲ اکتبر ۲۰۲۰.